# Daubensand
 Daubensand (en alsacià Düwesànd) és un municipi francès, situat a la regió del Gran Est, al departament del Baix Rin. L'any 1999 tenia 431 habitants.
Forma part del cantó d'Erstein, del districte de Sélestat-Erstein i de la Comunitat de comunes del cantó d'Erstein.

## Demografia
| 1962 | 1968 | 1975 | 1982 | 1990 | 1999 |
| ---- | ---- | ---- | ---- | ---- | ---- |
| 173  | 159  | 162  | 247  | 299  | 367  |

## Administració
| Període | Identitat    | Partit |
| ------- | ------------ | ------ |
| 2001-   | René Demange |        |

## Agermanaments
- Pontors